# Тартан (дезен)
Тартан ( шкотгел. breacan   [ˈПɾʲɛккән]) ( ирски : breacán) је тканина карираног дезена који се састоји од укрштених хоризонталних и вертикалних пруга различите ширине и у више боја. Најчешће повезује са шкотском народном ношњом, али је карактеристичан и за ирску. Првобитни тартани ткали су се од вуне, док се данас израђују од различитих материјала. Традиционални тартани имају више дезена са тачно одређеним бројем, распоредом и бојама нити које формирају пруге. Дезени шкотских тартана обично представљају кланове, док ирски тартани представљају округ или регију у којој је клан настао.
Данас тартан више није ограничен на текстил, већ се користи и као назив за сам узорак, који се појављује на медијима као што су папир, пластика, амбалажа и зидне облоге.

## Етимологија и терминологија
Енглеска и шкотска реч "тартан" највероватније потиче од француског tartarin што значи „татарско платно“. Такође постоје мишљења да се „тартан“ може извести из савременог шкотског појма tarsainn, што значи "укрштено". Данас се израз "тартан" обично односи на ове карактеристичне шарене кариране дезене, иако првобитни тартан није морао да има било какву шару. У изворима из 30-их година 19. века још се могу наћи описи тартана као једнобојног и без шара. На шкотском гелском оваква шарена тканина назива се breacan, што значи "много боја".
Комбинација пруга и боја у једном дезену тартана назива се сет или гарнитура. Један сет се састоји од низа тканих нити одређених боја, које се укрштају под правим углом.
Данас се израз тартан уопштено користи за описивање дезена и не ограничава се само на текстил. У Северној Америци за описивање тартан тканине обично се користи израз карирано. На енглеском језику карирано се каже plaid, што је изведено из гелског plaide - ћебе. Ова реч је првобитно означавала било који правоугаони одевни предмет, понекад сачињен од тартана, посебно за велики килт (претеча данашњег килта), а понекад и само ћебе.

## Израда тартана
До средине 19. века, тартани шкотских Горштака били су повезани само са регионима или окрузима, а не са било којим посебним шкотским кланом. У то време су, као и друге тканине, тартан израђивали локални ткачи и углавном су користили природне боје, доступне на том подручју. Синтетичке боје тада још нису постојале, а транспорт увозних боја са велике удаљености био је изузетно скуп. Карирани дезени су били различити, одабрани по жељи купца и без посебне везе са припадношћу. Тек средином 19. века створени су многи дезени који су вештачки повезани са шкотским клановима, породицама или институцијама које су (или су желели да створе такав утисак) на неки начин повезани са шкотским наслеђем. Викторијанска склоност према систематизацији и новим, јарким синтетичким бојама, које су тада већ биле доступне, створили су нови, носталгични поглед на шкотску историју.
Тартан се израђује од претходно обојене пређе. Тка се јеноставним кепер ткањем, где се нити нити основе и потке укрштају под правим углом: две нити потке преко - две нити потке испод основе. При сваком пролазу нит потке напредује по једну нит, чиме се формирају видљиве дијагоналне линије на којима се укрштају различите боје. Ово укрштање нити различитих боја визуелно ствара нове боје, добијене мешањем стварних. Добијени блокови боја понављају се вертикално и хоризонтално у препознатљивом дезену квадрата и пруга, познатом као сет.
- Шема укрштања основе и потке и понављања дезена
- Сет нити основе
- Сет нити потке
- Готов узорак дезена

### Боје тартана
Свака нит основе укршта се са сваком нити потке под правим углом. Тамо где се укрштају нити исте боје добијају се једнобојна поља, док укрштене нити различитих боја дају мешавину те две боје. Дакле, сет од две основне боје производи три различите боје, укључујући једну мешавину. Укупан број боја, укључујући и мешавине, пропорционално се повећава са повећањем броја основних боја. Тако сет од шест основних боја даје петнаест мешавина, што ствара палету од укупно двадесет и једне различите боје. То значи да што се више пруга и боја користи, тартан узорак постаје замагљенији и пригушенији.
Дезени на тартану углавном су симетрични, али има и оних асиметричних. Такође, неки тартани немају потпуно исти сет за основу и потку.
Дезен тартана се бележи бројем нити сваке боје које се појављују у сету. Број нити не дефинише само ширину пруга у сету, већ и боје које се користе. На пример, број нити "K4 R24 K24 Y4" одговара шеми 4 црне нити, 24 црвене нити, 24 црне нити, 4 жуте нити. Обично је број нити паран, што олакшава саму израду. Иако су бројеви нити специфични за сваки узорак, они се могу изменити у одређеним околностима, у зависности од жељене величине тартана. На пример, сет нити који прави дезен ширине око 6 in (15 cm) може бити превелик да цео стане, на пример, на кравату. У том случају потребно је пропорционално смањити број нити, како би се добио ситнији дезен, ширине око 3 in (7,6 cm).

### Нијансе боја
Нијансе боја у тартану могу се мењати, чиме се добијају варијације једног истог дезена. Ове нијансе означавају се као: модерне, древне и пригушене, а изрази се користе само за синтетичке боје.
Модерне боје
Појам описује тартан који је обојен искључиво синтетичким бојама, никада природним. Средином 19. века синтетичке боје почеле су да смењују природне јер су биле лакше за употребу и економичније за растућу индустрију тартана. Синтетичке боје су, у односну на природне, јаркије. Код модерних боја дезени креирани комбинацијом плаве, црне и зелене боје могу бити нејасни и мутни.
Древне боје
Појам се односи на светлије нијансе тартана. Ове нијансе треба да представе избледеле боје, које настају старењем тканине током времена.
Пригушене боје
Појам се односи на тартан у нијансама између модерног и древног. Иако је ова врста бојења врло скорашња и датира тек с почетка 70-их, сматра се да су ове нијансе најближе онима које су се добијале бојењем природним бојама које су се користиле до половине 19. века.
- Три нијансе Бјуканан тартана (Buchanan)
- Модерне боје
- Древне боје
- Пригушене боје

### Симболика боја
Идеја да боје у тартану имају посебно значење је новијег датума. Један такав мит је да су црвени тартани били „борбени тартани“, осмишљени тако да се на њима не би видела крв. Тек су недавно створени тартани, попут канадских провинцијских и територијалних тартана (почетком 50-их) и америчких државних тартана (почетком 80-их), који су дизајнирани са одређеном симболиком боја. На пример, зелена боја понекад представља прерије или шуме, плава може представљати језера и реке, а жута се понекад користи за представљање различитих усева.

## Историја

### Историја тартана до 16. века
Данас се тартан углавном повезује са Шкотском, међутим најранији докази о тартану пронађени су далеко од Британије. Према тврдњама историчара халштатска култура средње Европе, која је повезана са древном келтском популацијом и која је доживела процват између 8. и 6. века пре нове ере, производила је тканине сличне тартану. Неки изванредно очувани комади тих тканина су откривени 2004. године у халштатским рудницима соли, у близини Салцбурга у Аустрији. Текстилна анализа тканине пронађене на мумијама из Тарима у Синђану, на северозападу Кине, такође је показала да је слична оној из халштатске културе гвозденог доба. Тканина налик тартану пронађена је и на Черченском човеку, 3000 година старој мумији из пустиње Такла Макан. Слични археолошки налази пронађени су и у централној Европи и Скандинавији.
Најранији документовани тартан у Британији, познат као Фалкирк тартан, датира из 3. века нове ере. Откривен је у Фалкирку у Шкотској, у близини Антониновог зида. Фрагмент који се чува у Националним музејима Шкотске био је утиснут у отвор земљаног лонца у коме се налазило скоро 2000 комада римских новчића. Фалкирк тартан има једноставан дизајн у облику квадрата од природне светле и тамне вуне. Сматра се да су рани облици тартана попут овог измишљени у предримско доба и били популарни међу становницима северних римских провинција као и у другим деловима северне Европе, попут Јиланда.

### Рани модерни тартани
Сматра се да тартан какав данас познајемо није постојао у Шкотској пре 16. века. До краја 16. века постоје бројне референце на пругасте или кариране тканине, али се сматра да је тек крајем 17. или почетком 18. века дошло до било какве уједначености тартана. Мартин Мартин, шкотски писац из 18. века, је у свом делу "Опис западних острва Шкотске" (A Description of the Western Islands of Scotland), објављеном 1703. године, написао да се шкотски тартани могу користити за разликовање становника различитих регија. Он је изричито написао да становници различитих острва и копненог горја нису сви били исто обучени, али да се дезени и боје различитих тартана разликују од острва до острва.
Ретко када су, током векова, дезени повезивани са ткаљама у одређеном подручју. Било је уобичајено да становници Шкотског горја (highlanders) носе велики број различитих дезена тартана. Од 1725. Независна планинска друштва (Highland Independent Companies), паравојне јединице основане од припадника шкотских кланова по налогу Владе, увеле су стандардизовани тартан, са дезеном који је изабран тако да се избегне повезивање са било којим кланом, што је формализовано када су 1739. године постали пук Црни сат (Black Watch regiment).
Закон о одевању из 1746. био је покушај да се ратнички кланови ставе под контролу владе забраном тартана и других аспеката гелске културе. Овај закон није важио само за брдске пукове британске војске. Када је закон укинут, 1782. године, то више није била обична одећа горштака, већ је усвојена као симболична шкотска народна ношња. Овај статус је широко популаризован након што је краљ Џорџ IV носио килт од тартана током посете Шкотској 1822. године.
Непосредно пред укидање овог закона, око 1770, као водећи произвођач тканина и добављач тартана за војску издвојила се фирма William Wilson & Sons. Они су прикупљали дезене тартана из различитих области Шкотске и до 1822. сакупили су преко 200 сетова, од којих су многи били провизорно именовани. Кокбурнова колекција (Cockburn Collection) именованих узорака коју су направили између 1810. и 1820. године чува се у Библиотеци Мичел (Mitchell Library), централној библиотеци у систему јавних библиотека у Гласгову. У то време многи сетови су само нумерисани или су им давана измишљена имена, какво је "тартан Робина Худа" и нису били повезани са неким посебним кланом.

### Одсуство раних кланских тартана
Генерални је став да "клановски тартани" датирају најраније с почетка 19. века и да заправо представљају пример измишљене традиције. Сматра се да идеја о групама мушкараца који носе исти тартан потиче од Независних планинских друштава, шкотских паравојних јединица из 18. века.

## Модерни тартани
До 19. века оживљавање романтичног погледа на Шкотско горје, инспирисано песмама Џејмса Макферсона и делима Валтера Скота, довело је до ширег интересовања за тартан. Дизајн измишљен за посету краља Џорџа ИВ Шкотској 1822. године изазвао је изненадну потражњу за тартан тканином и учинио је националном хаљином целе Шкотске, а не само горја и острва, са проналаском многих нових кланова специфичних тартана да одговара.

### Џорџијанско краљевско покровитељство
Популарност тартана порасла је после посете краља Џорџа IV Единбургу 1822. Он је био први владајући монарх који је посетио Шкотску после 171 године. Иницијатива за организацију свечаности поводом тог догађаја потекла је од сер Валтера Скота, који је 1820. године у Единбургу основао Келтско друштво. Скот и Келтско друштво позвали су Шкоте да присуствују свечаностима "обучени у свој тартански ред". Један савремени писац саркастично је описао помпу која је окруживала ову прославу као "келтирану раскош сер Валтера".

### Џорџијанска помама за тартаном
После краљевске посете неколико књига које су описивале тартане додатно је потстакло ову помаму. Романтизовано дело Џејмса Логана The Scottish Gael, објављено 1831, било је једно од таквих издања које је навело шкотску индустрију тартана да измисли кланове. Прва публикација која приказује дезене кланских тартана била је Vestiarium Scoticum, објављена 1842.
Vestiarium Scoticum је дело два брата: Џона Собиеског (John Sobieski) и Чарлса Алена Хаја (Charles Allen Hay). Они су се у шкотској јавности први пут појавили 1822. године, тврдећи да су унуци принца Чарлса Едварда Стјуарта и његове жене, па су касније постали познати и као "Собиески Стјуарти". Они су тврдили да је Vestiarium заснован на копији древног рукописа о клановским тартанима, али се тај рукопис никада није појавио. Две године касније објавили су подједнако сумњиво дело Ношње кланова (The Costume of the Clans).  Романтични ентузијазам који су Логан и Собиески Стјуарти изазвали својим публикацијама отворио је у 19. веку пут другим књигама о тартану.

### Викторијанско краљевско покровитељство
Двадесет година након ујакове посете Шкотској краљица Викторија и њен супруг, принц Алберт, такође су отпутовали у Шкотско горје. Тамо су купили замак Балморал 1848. године и ангажовали локалног архитекту да преобликује имање у стилу шкотског баронијала. Принц Алберт се лично побринуо за уређење ентеријера, где је одлично користио тартан. Користио је црвени Ројал Стјуарт и зелени Хантинг Стјуарт тартан за тепихе, док је Дрес Стјуарт користио за завесе и пресвлаке. Краљица је дизајнирала Викторијин тартан, а принц Алберт Балморал тартан, који се и данас користи као краљевски тартан.
Викторија и Алберт провели су доста времена на свом имању и били домаћини многих манифестација. Краљица је волела да слуша гајдаше, деца су носила шкотску народну ношњу, а принц Алберт је волео да присуствује традиционалним Горштачким играма. Истовремено, док се ова помама ширила Шкотском, локални горштаци били су тешко погођени деложацијом, познатом као "Горштачке дозволе" (Highland Clearances), када су земљопоседници (у многим случајевима били су то поглавари кланова) приморавали хиљаде Шкота који су говорили гелским језиком да се иселе из горја и са острва, како би уступили место овцама.

### Регистрација кланских тартана
Именовање и регистрација службених тартана кланова започела је 8. априла 1815. године, када је Лондонско друштво Горштака (Highland Society of London), основано 1778. године, одлучило да се од свих поглавара кланова тражи да Друштву доставе што више сетова тартана својих кланова ради аутентификације. Многи поглавари нису имали појма шта би могао бити њихов тартан, али су били вољни да се придржавају правила и доставе аутентичне потписане и запечаћене узорке.
Данас су тартан и „клановски тартан“ важан део шкотске културе. Скоро сви шкотски кланови свом имену приписују неколико тартана, а неколико кланова има „званичне“ тартане. Иако је могуће да било ко створи тартан и назове га било којим именом којим жели, једина особа која има овлашћење да прогласи тартан клана "званичним" је поглавар.
У неким случајевима, након таквог признања од стране поглавара клана, тартан клана се званично бележи и региструје. Бар један клански тартан се појављује у хералдици поглавара клана и сматра се „исправним“ тартаном клана.
Савремени тартани такође обухватају регистроване тартане за ирске кланове, округе и друге гелске и келтске нације, попут оних на Острву Мен, у Велсу и Корнволу.

## Популарни тартани
Један од најпопуларнијих тартана данас је Краљевски Стјуарт тартан (Royal Stewart), лични тартан краљице Елизабете II. Сет је први пут објављен 1831. године у књизи Џејмса Логана The Scottish Gael. Осим на тканини, овај дезен се појавио и на лименци за популарни шкотски кекс Шортбред (Shortbread).
Још један популаран тартан је Црни сат (Black Watch), такође познат и као Грант Хантинг (Grant Hunting), Универзал (Universal) и Гавернмент (Government). Овај тартан користило је и још га користи неколико војних јединица у британској војсци и другим снагама Комонвеалта.

## Други тартани
Поред кланских тартана развијени су и многи дезени за појединце, породице, округе, институције и корпорације. Такође су дизајнирани и за различите догађаје и одређене етничке групе. Тартан има дугу историју у војсци, а данас многе војне јединице, посебно оне унутар Комонвелта имају униформе од тартана. Тартани или карирани дезени слични тартану такође се носе као сукње или џемпери школских униформи у католичким и другим приватним школама у Северној Америци, као и у многим јавним и приватним школама на Новом Зеланду .

### Регионални тартани
Поред оригиналних шкотских регионалних тартана и модерних окружних тартана, модерни тартани су створени и за регионе изван Шкотске.
Изузимајући Нунавут и Квебек, све остале канадске провинције и територије имају званични тартан, а први датира из 1956. Канада има званични национални тартан који је првобитно осмишљен у знак сећања на представљање нове заставе јаворовог листа, а званични национални амблем је постао 2011. Многе америчке државе такође имају званичне тартане, а први датира из 1988.

### Тартани за различите прилике
Тартане се понекад разликују од других са истим именом по намени и приликама у којима се носе.
Тартани за хаљине базирају се на тартанима које су носиле планинске жене у 17. и 18. веку. Тартани за хаљине обично се израђују заменом истакнуте боје белом. Данас се најчешће користе у горштачким плесовима.
Тартани за лов су вероватно такође викторијанска концепција, иако постоје неки докази о раним тартанима у маскирним бојама. Ови тартани често су пригушених боја, попут тамноплаве и зелене. Упркос имену, ловачки тартани немају много везе са стварним ловом.
Тартани жалости, иако прилично ретки, повезани су са смрћу и сахранама. Обично су дизајнирани у црно-белим комбинацијама, или заменом светлих боја, попут црвене и жуте у традиционалном тартану, црном, белом или сивом.

### Комерцијална употреба тартан дезена
Довитљиви викторијански предузетници не само да су створили нове тартане, већ и нове предмете са тартан дезенима, зване тартан-керамика (tartan-ware). Тартан је примењен на асортиман уобичајених предмета за свакодневну употребу, као што су бурмутице, футроле за накит, посуђе, прибор за шивење и слично. Туристи су их куповали као сувенире, а предузећа са седиштем у Шкотској слала као поклон сарадницима. Неки од популарнијих дезена били су Стјуарт, Макдоналд, Макгрегор, МекДаф, МакБет и Принц Чарли. Данас колекционари широм Енглеске и Шкотске сакупљају ове предмете.
- Тартан старке
- Тартан лежаљке
- Тартан звоно на бициклу
- Тартан фасада
- Тартан на трамвају
- Тартан на репу авиона

### Модни тартани
У викторијанском и едвардијанском добу одећа са тартан дезенима била је представљена у модним каталозима. До тада је тартан већ прешао из саставног дела мушке одеће у важан део женске моде. Као резултат повезивања са британском аристократијом и војском, тартан је развио дах достојанства и ексклузивности. Због тога се периодично поново појављује у свету моде.
Tартан је био популаран панк моди. Крајем 70-их, панк музика је била начин на који су млади у Британији изражавали своје незадовољство владајућом класом. Тартан је дуго био повезан са ауторитетима. Његова неконвенцијална употреба тада је виђена као израз незадовољства према савременом друштву и институцијама и тартан је постао симбол ове побуне.
Шкотски тинејџерски бенд Bay City Rollers, популаран средином 70-их, описан је у књизи British Hit Singles & Albums као „тинејџерска тартан сензације из Единбурга“.
Тартан се појављивао и у многим филмовима и ТВ серијама, између осталих и у британској научнофантастичној серији Доктор Ху.

## Регистрација тартана
У зависности од тога како је дефинисан „различити тартан“, процењено је да постоји између 3.500 и 7.000 различитих тартана, а сваке године се дизајнира око 150 нових дезена. Укључујући нијансе - „модерне“, „древне“, „дотрајале“ и „пригушене“ боје, постоји око 14.000 препознатих варијанти тартана.
До краја 20. века неколико независних организација лоцираних у Шкотској, Канади и Сједињеним Државама документовало је и бележило тартане. Шездесетих година 20. века створено је Шкотско друштво тартана са задатком да бележи и чува све познате дезене тартана. Регистар друштва (Register of All Publicly Known Tartans - RAPKT), садржи око 2.700 различитих дезена тартана. Друштво је око 2000. године банкротирало и престало са радом. Бивши чланови друштва тада су основали две нове организације са седиштем у Шкотској. Оба ова друштва су у почетку своје базе података заснивала на регистру Шкотског друштва тартана. Од 2004. постоји Међународна база тартана (International Tartan Index - ITI), која садржи око 3.500 различитих тартана, а са варијацијама у нијансама преко 7.000.
Постоји и званични шкотски регистар тартана (Scottish Register of Tartans - SRT) којим управља Национални архив Шкотске (National Archives of Scotland - NAS), статутарно тело са седиштем у Единбургу. Циљ Регистра је да обезбеди дефинисан и доступан извор за промоцију и очување постојећих тартана, као и за регистрацију нових. На веб страници Регистра корисници могу регистровати нове тартане (уз накнаду), тражити и захтевати бројеве нити постојећих тартана и примати обавештења о новорегистрованим тартанима.

## Тартан бонтон
Од викторијанског доба ауторитети у области тартана тврде да постоји бонтон ношења тартана, посебно оних који се приписују клановима или породицама. Ипак, не постоје закони или правила о томе ко може или не може носити одређени тартан. Концепт права на одређене тартане довео је до израза универзални или бесплатни тартан, који се односи на тартан који може носити свако. Традиционални примери су Black Watch, Caledonian, Hunting Stewart, Jacobite и многи окружни или регионални тартани.
Међутим, неки модерни тартани су заштићен жигом, а власници трговачке марке могу, у одређеним околностима, спречити друге да продају такав тартан. Пример једног таквог заштићеног тартана је Burberry Check британске луксузне модне куће Барбери. Овај дезен је први пут дизајниран почетком 20-их и данас је добро познат широм света.
Многе књиге о шкотским клановима наводе правила и смернице за ношење тартана. Једна од смерница је да људи који не носе кланско презиме, или презиме за које се тврди да је део клана, не би требало да носе тартан мајчиног клана. Наиме, у шкотском систему кланова припадност клану се наслеђује преко презимена. То значи да деца која носе очево презиме припадају очевом клану (ако га има), а да деца која носе мајчино презиме (њено девојачко презиме) припадају мајчином клану (ако га има). Такође, постоји мишљење да тартан клана треба да носе само они припадници клана који су лојални поглавару.
Нека клановска друштва чак тврде да су одређени тартани лична својина поглавара кланова, који у неким случајевима издају и „дозволу“ за ношење тартана. Према ставовима удружења Scottish Tartans Authority, Балморал тартан (Balmoral) не би требало да носи нико ко није део британске краљевске породице. Чак и у том случају неки ткачи изван Уједињеног Краљевства игноришу „дугогодишњу конвенцију“ „права“ британске краљевске породице на овај тартан. Ово удружење тврди да се шкотска индустрија тартана према онима који носе овај тартан а нису чланови краљевске породице односи са "великим презиром". Генерално, либералнији став имају они који се баве продајом тартана, наглашавајући да свако може носити било који тартан који му се свиђа. За наводна правила се тврди да су само конвенције, од којих су неке новијег датума, са различитим нивоима важности зависно од симболичког значења тартана у некој одређеној прилици. На пример, када се окружни тартан носи на фудбалској утакмици, или породични тартан на породичном догађају, питање ношења одређеног тартана од веће је важности него ношење истог током Горштачких игара. Укратко, важе иста правила као и за ношење одеће која на јавном месту приказује боје од националног или политичког значаја.